# County Sessions House (Liverpool)
La County Sessions House se trouve à Liverpool, dans le Merseyside, en Angleterre, à l'est de la Walker Art Gallery. Il est enregistré dans la liste du patrimoine national pour l'Angleterre comme un Immeuble classé de Grade II *.

## Histoire
Le palais de justice a été chargé de remplacer les installations judiciaires locales d'un palais de justice de la rue Basnett et de la Kirkdale Sessions House . À la suite de la mise en œuvre de la loi sur les prisons de 1877 qui transférait la responsabilité de la prison de Kirkdale à l'État, il est devenu nécessaire d'établir une nouvelle maison de sessions : le site choisi était une rangée de propriétés résidentielles à l'est de la Walker Art Gallery .
Le nouveau bâtiment a été conçu par les architectes de Liverpool F & G Holme dans le style néoclassique et construit entre 1882 et 1884 . Il a fermé en tant qu'installation judiciaire  en 1984 lorsque les tribunaux de la Couronne ont déménagé à Derby Square . Il a ensuite été rouvert sous le nom de Merseyside Museum of Labor History, une initiative parrainée par le Merseyside County Council, en mars 1986 ,. Après la fermeture du Merseyside Museum of Labor History en novembre 1991 , le bâtiment a été utilisé par la Walker Art Gallery comme bureaux pour le personnel et pour le stockage .

## Architecture
Le bâtiment est construit en pierre de taille sur une base de granit. Bien que son apparence soit néoclassique, son style est décrit comme étant « de la fin de l'ère victorienne » et « dérivé de la Venise de la Renaissance plutôt que de la Grèce et de la Rome antiques ».  Sur sa façade se trouve un portique avec huit colonnes d'ordre corinthien appariées, au-dessus duquel se trouve une frise portant l'inscription "COUNTY SESSIONS HOUSE". Le tympan contient les armoiries du Conseil du comté de Lancashire. Les fenêtres ont des arcs en plein cintre et sont flanquées de pilastres ioniques. Sur les côtés, cinq travées ont des colonnes similaires, au-delà desquelles le bâtiment est plus sobre, en briques jaunes et en pierre. L'intérieur est complexe et richement décoré. Il contient un escalier Renaissance italienne. À l'intérieur, les pièces principales sont les deux salles d'audience au premier étage et la salle du Grand Jury au deuxième étage . Il contient également des chambres pour les avocats et les juges, des cellules et des installations pour l'administration au rez-de-chaussée .